# Spring Awakening
Spring Awakening es un musical, basado en el libro homónimo, que gira principalmente en torno al adolescente, sus conflictos y la vital importancia de los adultos presentes.

## Personajes Principales
Los Mas Jóvenes
- Melchior: testarudo, guapo y carismático.
- Moritz: mejor amigo de Melchior, inseguro.
- Wendla: amiga en la infancia de los niños, se enamora de Melchior.
- Ilse: otra amiga de la infancia que se escapa de su casa a causa de un abuso sexual.
- Hanschen: chistoso, arrogante, compañero de clase de los niños. Seduce fácilmente a Ernst.
- Georg: compañero de clase que desea a su profesora de piano.
- Martha: una de las amigas de Wendla de que es abusada sexualmente por su padre.
- Ernst: ingenuo, compañero de clase de los niños que se enamora profundamente de Hänschen.
- Otto: soñaba con una compañera de su madre.
- Thea: uno de las amigos de Wendla, una chica que trata de lavarse los sentimientos de deseo sexual bajo la alfombra para complacer a los adultos.
- Anna: dulce, amiga de Wendla.

Los Adultos
- Fanny Gabor: madre de Melchior. Esta a favor de que su hijo conozca su cuerpo.
- Herr Gabor: padre de Melchior. No está de acuerdo con la forma en que Fanny educa a su hijo.
- Herr Stiefel: padre de Moritz. Se pone furioso cada vez que falla. Muchos de los niños creen que cuando llora en el funeral de su hijo, no es por la pérdida de Moritz, sino por su propio egoísmo, al no saber como enfrentarse a los otros después de la muerte de su hijo.
- Los Maestros: al principio están a favor de Melchior y no les gusta Moritz. Lo ven como a un bicho raro que va a contaminar a los demás. No dejan que siga en la escuela a pesar de tener éxito en sus exámenes, lo que termina desencadenando el suicidio de Moritz.
- Fraulein Grossenbustenhalter: profesora de piano con la cual Georg sueña. Ella se convierte en objeto de su fantasía.
- Frau Bergmann: madre de Wendla. No quiere que su hija crezca e intenta mantenerla joven e inocente, negándose a hablarle sobre los cambios en su cuerpo. Después de descubrir que su hija está embarazada, además, se negará a aceptar que haya ninguna responsabilidad por su parte en la situación de su hija.
- Padre de Hänschen (Herr Rilow): aparece brevemente en el número musical “My Junk”.

## Sinopsis

### Primer acto
Wendla Bergmann, una adolescente alemana de finales del siglo XIX, se lamenta de que su madre no le enseñara "la forma adecuada de manejar las cosas" ni las lecciones de la vida que debiera aprender ("Mama who bore me"). Le dice a su madre que ya es hora de aprender de dónde vienen los bebés, teniendo en cuenta que está a punto de ser tía por segunda vez. Su madre no se atreve a explicar los hechos acerca de la concepción, a pesar de saber que su hija está llegando a la pubertad, y simplemente le dice que para concebir un hijo "una mujer debe amar a su marido, y solo a su marido, con todo su corazón". Aparentemente, las otras chicas jóvenes de la ciudad son igual de inocentes y están molestas por el poco conocimiento que reciben ("Mama who bore me" Reprise).
En la escuela, un grupo de adolescentes estudian a Virgilio en su clase de latín, cuando Moritz Stiefel, un muchacho nervioso e impulsivo, falla al citar una frase medio dormido, por lo que el maestro le castiga con dureza. El compañero de Moritz, el rebelde e inteligente Melchior Gabor, intenta defenderlo, pero el maestro no lo tolera y le golpea con una vara. Melchor reflexiona acerca de la superficialidad y la estrechez de pensamiento en la escuela y en la sociedad, expresando su intención de cambiar las cosas ("All that's known").
Moritz describe un sueño que ha sido su razón para despertar por las noches y no volver a dormir, y Melchior se da cuenta de que se trata de sueños eróticos, que Moritz confunde con señales de locura. Para tranquilizar a Moritz, Melchior (que aprendió sobre el sexo a través de libros) le dice que todos los chicos tienen esos sueños a esa edad. Los muchachos comparten efusivos sus pensamientos y deseos sexuales frustrados ("The bitch of living"). Moritz, que no se siente cómodo hablando del tema con Melchor, le pide que le de la información en forma de un ensayo, completo e ilustrado. 
Algunas chicas se reúnen después de la escuela y bromean entre sí, fantaseando con casarse con los chicos en la ciudad. En el tope de esa lista se encuentra el guapo, inteligente y rebelde Melchior ("My junk"). Mientras tanto, Hänschen se masturba a escondidas mirando una postal erótica, y Georg se permite fantasear con su bien dotada maestra de piano durante una clase. Moritz ha estudiado con avidez el ensayo que Melchior le preparó, pero se queja de que su nuevo conocimiento solo ha hecho sus sueños más vívidos y tortuosos. Melchior trata de calmar a su amigo, pero Moritz huye, frustrado. Todos los chicos y chicas expresan sus deseos de intimidad física ("Touch me"). 
Buscando flores para su madre, Wendla tropieza con Melchior. Remembran su amistad de infancia (que se fue debilitando con el paso del tiempo) y pasan el rato sentados frente a un árbol, juntos. Cada quien piensa en la posibilidad de ceder a sus deseos físicos con el otro, pero no lo hacen ("The word of your body"). Mientras tanto, en la escuela, Moritz revisa los resultados de sus pruebas y se emociona al saber de sus calificaciones altas en sus exámenes parciales, pero el maestro y su superior deciden reprobarlo de todas formas, alegando que no pueden aprobar a todos y que sus altas notas no son suficientes para el estándar de la escuela. 
Martha, una de las chicas adolescentes, accidentalmente admite a sus amigas los abusos de su padre (incluyendo abuso sexual) y que su madre les es indiferente. Las chicas se horrorizan, pero Martha les hace prometer que no lo dirán a nadie, para no terminar como Ilse, una amiga de la infancia que también era abusada y que fue echada de casa ("The dark I know well"). Más tarde, Wendla se encuentra de nuevo con Melchior en el bosque y le cuenta el abuso de Martha. Melchior se impresiona, y Wendla le pide que le azote con una vara, para tratar de entender el sufrimiento de su amiga. Melchior se niega rotundamente, pero ella insiste. Él cede, pero se deja llevar por la paliza, volcando sobre Wendla sus propias frustraciones, y la arroja al suelo. Asqueado de sí mismo, huye y le deja acurrucada en el suelo, llorando. Wendla se percata de que Melchior ha dejado su diario en el suelo, lo toma y lo lleva consigo. 
Moritz se entera de que ha fallado en su examen final, y su padre reacciona con desprecio y desdén cuando le dice que no va a progresar en la escuela. En lugar de intentar comprender el dolor de su hijo, el padre de Moritz solo se preocupa por la reacción de la ciudad cuando vean "al hombre con el hijo que falló"'. Moritz recurre a la madre de Melchior, su única amiga adulta, y le escribe una carta pidiéndole dinero para huir a América. Ella, tierna pero firmemente, rechaza su petición y le promete escribir a sus padres para que desistan de ser tan duros con él ("And then, there were none"). Devastado por el rechazo y sintiendo que no quedan muchas más opciones, Moritz comienza a contemplar el suicidio. 
En un pajar lleno, durante una tormenta, Melchior se lamenta de su frustración por estar atrapado entre la infancia y la adultez ("The mirror-blue night"). Wendla lo busca una vez más, diciéndole que quiere devolverle su diario. En poco tiempo empiezan a besarse. Wendla se resiste, no entiende lo que está sucediendo entre ellos y se niega a participar, sintiendo que lo que están haciendo es algo muy poderoso, y distinto a cualquier cosa que pudiera haber sentido antes. Melchior insiste, y sobrepasa su reticencia con una mezcla entre afecto y fuerza bruta. Acaban teniendo relaciones sexuales en el pajar ("I believe"). Cuando Melchior empieza el acto sexual, Wendla llora, y el escenario oscurece. 
Nota: La última escena del primer acto fue aligerada para la gira off-Broadway del espectáculo, dado que el acto sexual representado no tiene consentimiento de Wendla, convirtiéndolo en una violación. En la escena reformada, Wendla sigue mostrándose reticente pero eventualmente cede aun sin entender lo que Melchior se propone hacer, dejando aún el tema del consentimiento abierto a especulación. 

### Segundo acto
Wendla y Melchior terminan su momento de intimidad en el pajar, y reflexionan y hablan sobre lo sucedido ("The guilty ones"). 
Moritz, después de haber sido expulsado de su casa, vaga por la ciudad al atardecer llevando consigo una pistola ("Don't do sadness") cuando se cruza con Ilse, su amiga de la infancia. Ilse, quien está secretamente enamorada de Moritz, le dice que ha encontrado refugio en un asentamiento de artistas, y remembran algunos recuerdos de la infancia y los "tiempos notables" ("Blue wind"). Ella le invita a ir a casa con ella y acompañarla a compartir algunos recuerdos de infancia, y tal vez algo más, pero él se niega a pesar de su insistencia ("Don't do sadness / Blue wind"). Luego de besarse y confesar sus sentimientos mutuos, Moritz se niega e Ilse se marcha, angustiada y molesta. Al darse cuenta de sus sentimientos por ella, él cambia de opinión y grita su nombre, pero ella ya se ha ido. Solo y sintiéndose abandonado, Moritz se pega un tiro. 
En el funeral de Moritz, cada uno de los chicos (Ilse incluida) dejan caer una flor en su tumba mientras tratan las razones de su suicidio, incluido el maltrato de sus padres ("Left behind").En la escuela, el maestro y su superior tratan de ver la forma de desviar la atención hacia Moritz y su muerte, que fue el resultado directo de sus acciones. Buscan entre las pertenencias de Moritz y encuentran el ensayo sobre sexo que escribió Melchior. Aprovechan la oportunidad de culparlo de la muerte de Moritz y, aunque sabe que no es culpable, reconoce que no hay nada que pueda hacer para luchar contra ellos y es expulsado ("Totally fucked"). Esa noche, en algún otro lugar, Hänschen se encuentra con su compañero Ernst, tímido y delicado. Hänschen comparte su visión pragmática de la vida con él antes de seducirlo ("The word of your body" Reprise). 
Wendla ha enfermado, y su madre la lleva a visitar a un médico. Él le da un medicamento y les asegura a ambas que se trata de anemia y que mejorará, pero llama aparte a la madre de Wendla y le dice que en realidad está embarazada. Cuando su madre le confronta, Wendla queda anonadada, sin entender cómo pudo haber sucedido y descubre que su madre le mintió sobre la concepción. A pesar de reprender a su madre por mantenerla ignorante, ella rechaza su culpabilidad y le insta decirle quién es el padre. Wendla a regañadientes le entrega una carta apasionada que Melchor le envió luego de terminar su relación. Wendla reflexiona sombríamente sobre su condición actual y las circunstancias que la llevaron a esta difícil situación, pero termina optimista acerca de su futuro hijo ("Whispering"). Mientras tanto, los padres de Melchior discuten sobre el destino de su hijo; Su madre no cree que el ensayo que escribió para Moritz sea razón suficiente para mandarlo a un reformatorio, pero termina accediendo cuando su padre le habla del embarazo de Wendla, mandando a Melchior sin contarle nada sobre ello. 
Durante este tiempo Melchior y Wendla solo mantienen contacto a través de cartas, a través de Ilse. En el reformatorio, Melchior se mete en una pelea con unos muchachos que agarran una carta que acababa de recibir de Wendla y la usan en un juego de masturbación. Mientras uno de los chicos lee en voz alta, Melchior finalmente se entera de Wendla y de su hijo, escapando de la institución para encontrarla. Cuando Melchor llega a la ciudad, manda un mensaje a Ilse para que le reúna con Wendla en el cementerio a medianoche, pero ella no puede hacer nada al respecto ya que Melchior "no se ha enterado" acerca de Wendla. En el cementerio, Melchior se topa con la tumba de Moritz y se jura a sí mismo que él y Wendla criarán a su hijo en un ambiente compasivo y abierto. Wendla empieza a tardar y Melchior empieza a preocuparse. Mirando a su alrededor, ve una tumba que no había notado antes, lee el nombre en la lápida y descubre que es la tumba de Wendla. Deduce que murió a causa de un aborto mal hecho y, abrumado por la conmoción y el dolor, saca una navaja de afeitar con la intención de suicidarse. Los espíritus de Moritz y Wendla se levantan de sus tumbas para darle fortaleza. Lo disuaden de quitarse la vida, y Melchior decide continuar su vida y llevarlos en su recuerdo para siempre ("Those you've known"). 
Liderados por Ilse, el reparto completo sube al escenario para la canción de cierre ("The song of purple summer").

## Números Musicales
| Primer Acto - “Mama Who Bore Me” – Wendla - “Mama Who Bore Me (Reprise)” – Wendla y Chicas - “All That’s Known” – Melchior - “The Bitch of Living” – Moritz, Melchior y Chicos - “My Junk” – Chicas y Chicos - “Touch Me” – Chicas y Chicos - “The Word of Your Body” – Wendla y Melchior - “The Dark I Know Well” – Martha, Ilse y Chicos - “The Word of Your Body (Reprise)” – Otto y Georg - “And Then There Were None” – Moritz y Chicos - “The Mirror-Blue Night” – Melchior y Chicos - “I Believe” – Chicos y Chicas | Segundo Acto - “The Guilty Ones” – Wendla, Melchior, Chicos y Chicas - “Don’t Do Sadness/Blue Wind” – Moritz y Ilse - “Left Behind” – Melchior, Chicos y Chicas - “Totally Fucked” – Melchior y Todo el Casting (excepto Moritz) - “The Word of Your Body (Reprise)” – Hanschen, Ernst, Boys y Girls - “Whispering” – Wendla - “Those You’ve Known” – Moritz, Wendla y Melchior - “The Song of Purple Summer” – Ilse y Todo el Casting |

## Reparto
| Personaje       | Reparto Original Broadway | Reparto Original Gira EE.UU. | Reparto Original Londres | Reparto México           | Reparto Argentina (2010) | Reparto Venezuela | Reparto Barcelona (2016)  | Reparto Barcelona (2018)        | Reparto Barcelona (2019)     | Reparto Argentina (2025)                   |
| --------------- | ------------------------- | ---------------------------- | ------------------------ | ------------------------ | ------------------------ | ----------------- | ------------------------- | ------------------------------- | ---------------------------- | ------------------------------------------ |
| Melchior Gabor  | Jonathan Groff            | Kyle Riabko                  | Aneurin Barnard          | Alan Estrada             | Fernando Dente           | Juan Pablo García | Marc Flynn                | Marc Flynn                      | Víctor Gómez                 | Octavio Murillo                            |
| Wendla Bergmann | Lea Michele               | Christy Altomare             | Charlotte Wakefield      | Melissa Barrera          | Florencia Otero          | Claudia Rojas     | Elisabet Molet            | ELisabet Molet                  | Berta Butinyà                | Trinidad Montiel                           |
| Moritz          | John Gallager, Jr.        | Blake Bashoff                | Iwan Rheon               | José Luis Navarrete      | Federico Salles          | Juan Bautista     | Eloi Gómez                | Eloi Gómez                      | Eloi Gómez                   | Tomás Wicz                                 |
| Hombres Adultos | Stephen Spinella          | Henry Stram                  | Richard Cordery          | Cristóbal García-Naranjo | Tony Lestingi            | Luis Abreu        | Mingo Ràfols              | Isaac Alcayde                   | Mingo Ràfols                 | Iñaki Baldassare                           |
| Mujeres Adultas | Christine Estabrook       | Angela Reed                  | Sian Thomas              | Gicela Sehedi            | Irene Almus              | Diana Volpe       | Roser Batalla / Rosa Vila | Roser Batalla / Rosa Vila       | Roser Batalla / Rosa Vila    | Vanesa Butera                              |
| Ilse            | Lauren Pritchard          | Steffi DiDomenicantonio      | Steffi D]]               | Lucy May Barker          | Roxana Puente            | Mariana Jaccazio  | Vera Linares              | Laura Daza                      | Laura Daza / Clara Altarriba | Paz Gutierrez                              |
| Hanschen        | Jonathan B. Wright        | Andy Mientus                 | Jamie Blackley           | Iker Madrid              | Eliseo Barrionuevo       | Taba Ramírez      | Dídac Flores              | Dídac Flores / Guido Balzaretti | Pablo Capuz                  | Joaquín Scotta                             |
| Georg           | Skylar Astin              | Matt Shingledecker           | Jos Slovick              | José Guerrero            | Julián Rubino            | Tico Barnet       | Àlex Sanz                 | Raimon Ferrer                   | Àlex Sanz                    | Felipe Paissanidis                         |
| Martha          | Lilli Cooper              | Sarah Hunt                   | Hayley Gallivan          | Ivone Garza              | Belén Pasqualini         | Anny Baquero      | Jana Gómez                | Jana Gómez                      | Valèria Sorolla              | Mariel Percossi                            |
| Ernst           | Gideon Glick              | Ben Moss                     | Harry McEntire           | Arturo Valdemar          | Leandro Bassano          | Enmanuel De Sousa | Marc Udina                | Marc Udina                      | Marc Udina                   | Martín Rodríguez                           |
| Otto            | Brian Charles Johnson     | Anthony Lee Medina           | Edd Judge                | Pablo Rodríguez          | Cristian Centurión       | Julián Izquierdo  | Roc Bernadí               | Roc Bermadí                     | Adrià Andreu / Odo Cabot     | Luis Alejandro Rodríguez Echeverría (LARE) |
| Anna            | Phoebe Strole             | Gabrielle Garza              | Natasha Barnes           | Estibalitz Ruiz          | Micaela Pierani Méndez   | Claudia Santos    | Mireia Coma               | Mireia Coma                     | Mireia Coma                  | Valentina Pergolini                        |
| Thea            | Remy Zaken                | Kimiko Glenn                 | Evelyn Hoskins           | Melissa Ortiz            | Julieta Nair Calvo       | Erika Farias      | Clara Solé                | Clara Solé                      | Clara Moraleda               | Sol Tobías Cordova                         |

La producción de Barcelona (2016) introdujo 2 personajes nuevos, correspondientes al swing de chicas (Mariana Weelam, interpretado por Clara Gispert) y el swing de chicos (Bobby Maler, interpretado por Bittor Fernández). Posteriormente se incorporan a la compañía Carme Milán i Raimon Ferrer. En 2019 fueron interpretados por Candela Díaz y Pol Roselló.
La producción argentina de 2025, dirigida por Fernando Dente, quien interpretó a Melchior en la primera versión nacional en 2010, incluyó a Santiago Toledo y Azul Mazzeo como swings.

## Producciones Internacionales
En Argentina, Cris Morena Group y RGB entertainment, produjeron Spring Awakening, traducida al español como Despertar de primavera un musical diferente. Se estrenó el 19 de marzo de 2010 en el Teatro Astral. Es protagonizada por Fernando Dente, Florencia Otero y Federico Salles. La adaptación y traducción argentina estuvo a cargo de Cris Morena, la dirección general en manos de Ariel Del Mastro y la coreografía a cargo de Gustavo Carrizo.
En México, Escenari Group es la encargada de producir y montar Spring Awakening, traducida en este país como Despertando en Primavera. Se estrenó el 18 de octubre de 2012 en el Teatro San Jerónimo Independencia. Es protagonizada por Alan Estrada, Melissa Barrera, Mauricio Romero y José Luis Navarrete. La dirección general está a cargo de Natalia Traven y la coreografía a cargo de Fernanda y Gabriela Aldaz.
En Venezuela, Lazo Producciones se encargó de producir Sping Awakening, traducida en este país como Despertar de Primavera. Se estrenó el 15 de enero de 2015 en el BOD Centro Cultural (enlace roto disponible en Internet Archive; véase el historial, la primera versión y la última).. Es protagonizada por Juan Pablo Gharzia, Claudia Rojas, Taba Ramírez, Juan Bautista, Emmanuel De Sousa, Diana Volpe, Anny Baquero, Luis Abreu, Tico Barnet, Vera Linares, Erikka Farías, Claudia Santos, Julián Izquierdo, Gabriel Machado y Marlene González. La adaptación, traducción y dirección general está a cargo de Luis Fernández, la coreografía en manos de Vittorio Marson y la banda, Majarete Sound Machine. El musical causó gran polémica en dicho país debido a las escenas de desnudos y homosexuales. Este montaje fue aceptado por muchos pero también fue rechazado por pocos y debido al éxito que se llevó a cabo en Caracas, tienen planeado hacer una gira nacional.

## Premios y nominaciones
| \| Premio \| Categoría \| Nominado \| Resultado \| \| -------------------------------------------- \| ------------------------------------------- \| --------------------------- \| --------- \| \| Premios Tony 2007[4] \| Mejor Musical \| \| Ganador \| \| Premios Tony 2007[4] \| Mejor Guion \| Steven Sater \| Ganador \| \| Premios Tony 2007[4] \| Mejor Música Original \| Duncan Sheik y Steven Sater \| Ganador \| \| Premios Tony 2007[4] \| Mejor Actor Principal en un Musical \| Jonathan Groff \| Nominado \| \| Premios Tony 2007[4] \| Mejor Actor Destacado en un Musical \| John Gallagher Jr. \| Ganador \| \| Premios Tony 2007[4] \| Mejor Dirección de un Musical \| Michael Mayer \| Ganador \| \| Premios Tony 2007[4] \| Mejor Coreografía \| Bill T. Jones \| Ganador \| \| Premios Tony 2007[4] \| Mejor Orquestación \| Duncan Sheik \| Ganador \| \| Premios Tony 2007[4] \| Mejor Diseño de Decorado en un Musical \| Christine Jones \| Nominado \| \| Premios Tony 2007[4] \| Mejor Diseño de Vestuario en un Musical \| Susan Hilferty \| Nominado \| \| Premios Tony 2007[4] \| Mejor Diseño de Iluminación en un Musical \| Kevin Adams \| Ganador \| \| 2007 Drama Desk Awards[5] \| Mejor Musical \| \| Ganador \| \| 2007 Drama Desk Awards[5] \| Mejor Actor en un Musical \| John Gallagher Jr. \| Nominado \| \| 2007 Drama Desk Awards[5] \| Mejor Actor en un Musical \| Jonathan Groff \| Nominado \| \| 2007 Drama Desk Awards[5] \| Mejor Actriz en un Musical \| Lea Michele \| Nominado \| \| 2007 Drama Desk Awards[5] \| Mejor Director de un Musical \| Michael Mayer \| Ganador \| \| 2007 Drama Desk Awards[5] \| Mejor Coreografía \| Bill T. Jones \| Nominado \| \| 2007 Drama Desk Awards[5] \| Mejor Música \| Duncan Sheik \| Ganador \| \| 2007 Drama Desk Awards[5] \| Mejor Letra \| Steven Sater \| Ganador \| \| 2007 Drama Desk Awards[5] \| Mejor Guion en un Musical \| Steven Sater \| Nominado \| \| 2007 Drama Desk Awards[5] \| Mejor Orquestación \| Duncan Sheik \| Nominado \| \| 2007 Outer Critics Circle Awards[6] \| Mejor Musical Nuevo en Broadway \| \| Ganador \| \| 2007 Outer Critics Circle Awards[6] \| Outstanding New Score \| Duncan Sheik y Steven Sater \| Ganador \| \| 2007 Outer Critics Circle Awards[6] \| Mejor Director en un Musical \| Michael Mayer \| Ganador \| \| 2010 Premio Laurence Olivier[7] \| Mejor Musical Nuevo \| \| Ganador \| \| 2010 Premio Laurence Olivier[7] \| Mejor Actor en un Musical \| Aneurin Barnard \| Ganador \| \| 2010 Premio Laurence Olivier[7] \| Mejor Actriz en un Musical \| Charlotte Wakefield \| Nominado \| \| 2010 Premio Laurence Olivier[7] \| Mejor Actor/Actriz de Reparto en un Musical \| Iwan Rheon \| Ganador \| \| 2010 Premio Laurence Olivier[7] \| Mejor Sonido \| Brian Ronan \| Ganador \| \| 2010 Premio Laurence Olivier[7] \| Mejor Coreografía \| Bill T. Jone \| Nominado \| \| 2010 Premio Laurence Olivier[7] \| Mejor Iluminación \| Kevin Adams \| Nominado \| \| Premios Grammy 2008[8] \| Mejor Álbum de Musical \| Reparto Original Broadway \| Ganador \| \| Drama League Awards[9] \| Producción Distinguido de un Musical \| \| Ganador \| \| Drama League Awards[9] \| Rendimiento Distinguido \| John Gallagher Jr. \| Nominado \| \| Drama League Awards[9] \| Rendimiento Distinguidos \| Jonathan Groff \| Nominado \| \| 2007 New York Drama Critics Circle Award[10] \| Mejor Musical \| \| Ganador \| \| Premios Tony 2019[11] \| Mejor Actriz Principal en un Musical \| \| Ganadora \| |                                             |                             |           |
| Premio | Categoría                                   | Nominado                    | Resultado |
| Premios Tony 2007 | Mejor Musical                               |                             | Ganador   |
| Premios Tony 2007 | Mejor Guion                                 | Steven Sater                | Ganador   |
| Premios Tony 2007 | Mejor Música Original                       | Duncan Sheik y Steven Sater | Ganador   |
| Premios Tony 2007 | Mejor Actor Principal en un Musical         | Jonathan Groff              | Nominado  |
| Premios Tony 2007 | Mejor Actor Destacado en un Musical         | John Gallagher Jr.          | Ganador   |
| Premios Tony 2007 | Mejor Dirección de un Musical               | Michael Mayer               | Ganador   |
| Premios Tony 2007 | Mejor Coreografía                           | Bill T. Jones               | Ganador   |
| Premios Tony 2007 | Mejor Orquestación                          | Duncan Sheik                | Ganador   |
| Premios Tony 2007 | Mejor Diseño de Decorado en un Musical      | Christine Jones             | Nominado  |
| Premios Tony 2007 | Mejor Diseño de Vestuario en un Musical     | Susan Hilferty              | Nominado  |
| Premios Tony 2007 | Mejor Diseño de Iluminación en un Musical   | Kevin Adams                 | Ganador   |
| 2007 Drama Desk Awards | Mejor Musical                               |                             | Ganador   |
| 2007 Drama Desk Awards | Mejor Actor en un Musical                   | John Gallagher Jr.          | Nominado  |
| 2007 Drama Desk Awards | Mejor Actor en un Musical                   | Jonathan Groff              | Nominado  |
| 2007 Drama Desk Awards | Mejor Actriz en un Musical                  | Lea Michele                 | Nominado  |
| 2007 Drama Desk Awards | Mejor Director de un Musical                | Michael Mayer               | Ganador   |
| 2007 Drama Desk Awards | Mejor Coreografía                           | Bill T. Jones               | Nominado  |
| 2007 Drama Desk Awards | Mejor Música                                | Duncan Sheik                | Ganador   |
| 2007 Drama Desk Awards | Mejor Letra                                 | Steven Sater                | Ganador   |
| 2007 Drama Desk Awards | Mejor Guion en un Musical                   | Steven Sater                | Nominado  |
| 2007 Drama Desk Awards | Mejor Orquestación                          | Duncan Sheik                | Nominado  |
| 2007 Outer Critics Circle Awards | Mejor Musical Nuevo en Broadway             |                             | Ganador   |
| 2007 Outer Critics Circle Awards | Outstanding New Score                       | Duncan Sheik y Steven Sater | Ganador   |
| 2007 Outer Critics Circle Awards | Mejor Director en un Musical                | Michael Mayer               | Ganador   |
| 2010 Premio Laurence Olivier | Mejor Musical Nuevo                         |                             | Ganador   |
| 2010 Premio Laurence Olivier | Mejor Actor en un Musical                   | Aneurin Barnard             | Ganador   |
| 2010 Premio Laurence Olivier | Mejor Actriz en un Musical                  | Charlotte Wakefield         | Nominado  |
| 2010 Premio Laurence Olivier | Mejor Actor/Actriz de Reparto en un Musical | Iwan Rheon                  | Ganador   |
| 2010 Premio Laurence Olivier | Mejor Sonido                                | Brian Ronan                 | Ganador   |
| 2010 Premio Laurence Olivier | Mejor Coreografía                           | Bill T. Jone                | Nominado  |
| 2010 Premio Laurence Olivier | Mejor Iluminación                           | Kevin Adams                 | Nominado  |
| Premios Grammy 2008 | Mejor Álbum de Musical                      | Reparto Original Broadway   | Ganador   |
| Drama League Awards | Producción Distinguido de un Musical        |                             | Ganador   |
| Drama League Awards | Rendimiento Distinguido                     | John Gallagher Jr.          | Nominado  |
| Drama League Awards | Rendimiento Distinguidos                    | Jonathan Groff              | Nominado  |
| 2007 New York Drama Critics Circle Award | Mejor Musical                               |                             | Ganador   |
| Premios Tony 2019 | Mejor Actriz Principal en un Musical        |                             | Ganadora  |